# Proflavina
La proflavina (chiamata anche diamminoacridina) è un derivato dell'acriflavina con capacità disinfettanti e batteriostatiche contro molti batteri gram-positivi. È stato usato come antisettico locale e antisettico del tratto urinario.
La proflavina è caratterizzata anche dall'avere capacità mutagene in quanto agente intercalante. La proflavina mima, infatti, la struttura chimica di due basi azotate appaiate, come quelle presenti nel DNA. Grazie all'azione di forze di interazione idrofobiche (le cosiddette forze di impilazione o di stacking), la proflavina può facilmente inserirsi (intercalarsi) tra una coppia di base e quella successiva: se questa molecola resta intercalata nel DNA sino al successivo ciclo di replicazione può indurre mutazioni indel, ovvero determinare l'inserzione o la delezione di basi.